# Španělské námořnictvo
Španělské námořnictvo (španělsky: Armada Española) je námořní složkou ozbrojených sil Španělska. Patří k největším námořnictvům zemí Severoatlantické aliance. V roce 1987 námořnictvo čítalo 47 300 osob, včetně vojáků námořní pěchoty. Od roku 2002 je španělské námořnictvo plně profesionální. Hlavní základny námořnictva jsou Rota a San Fernando u Cádizu, dále Ferrol a Cartagena. Velitelství námořnictva sídlí v Madridu.

## Historie

Vlajka námořnictva

Bitva u Lepanta

Námořnictvo má ve Španělsku dlouhou tradici. Například stálo za řadou zámořských objevů a napomohlo budování rozsáhlé koloniální říše. Španělské námořnictvo bylo od 16. do poloviny 17. století největším námořnictvem světa. S pozdějším mocenským úpadkem Španělska však upadala i síla jeho námořnictva. V 19. století bylo Španělsko chudým státem a přišlo o většinu svých kolonií. Slabost námořnictva potvrdila také Španělsko-americká válka, která vypukla v roce 1898. Země v ní přišla o Kubu, Portoriko a Filipíny a menší ostrovy v Mikronésii.
Do první světové války Španělsko nezasáhlo. Ve dvacátých letech však bojovalo v rífské válce, kde nasadilo i svůj nosič hydroplánů Dedalo. Španělská občanská válka v letech 1936–1939 znamenala rozdělení námořnictva na dva vzájemně bojující celky a značné ztráty. Za druhé světové války režim generála Franca zachoval neutralitu. Po válce se režim postupně dostal z mezinárodní izolace a díky své jednoznačně antikomunistické vládě se stal ve studené válce spojencem západního světa. Znamenalo to i americkou vojenskou pomoc, například v dodávkách torpédoborců a fregat. Členem NATO se přitom Španělsko stalo až roku 1982, tedy po smrti diktátora Franca.

## Složení

### Letadlové lodě

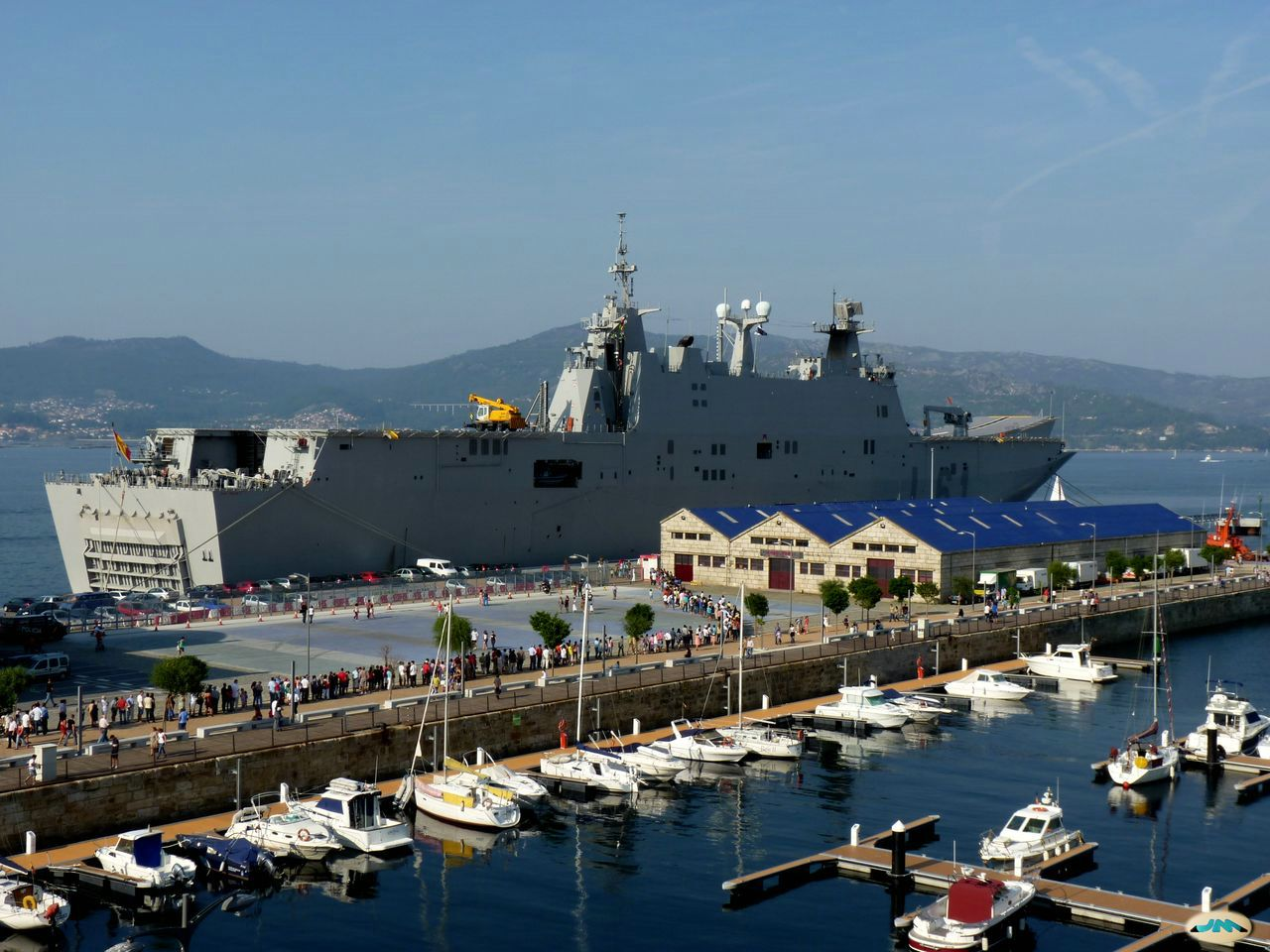
Juan Carlos I

- Juan Carlos I – výsadková loď s možností vzletu letounů V/STOL[3]

### Fregaty

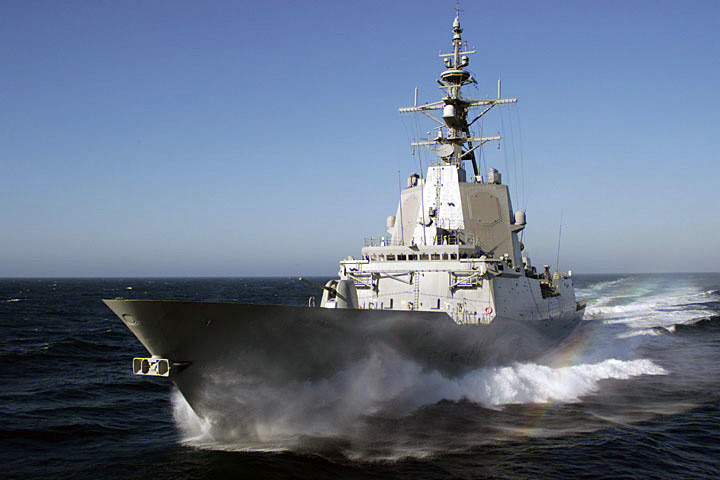
Almirante Juan de Borbón

- Třída Álvaro de Bazán – protiletadlová stelth fregata se systémem Aegis
  - Álvaro de Bazán
  - Almirante Juan de Borbón
  - Blas de Lezo
  - Méndez Núñez
  - Cristóbal Colón

- Třída Santa María – univerzální fregata
  - Santa María
  - Victoria
  - Numancia
  - Reina Sofía
  - Navarra
  - Canarias

### Ponorky

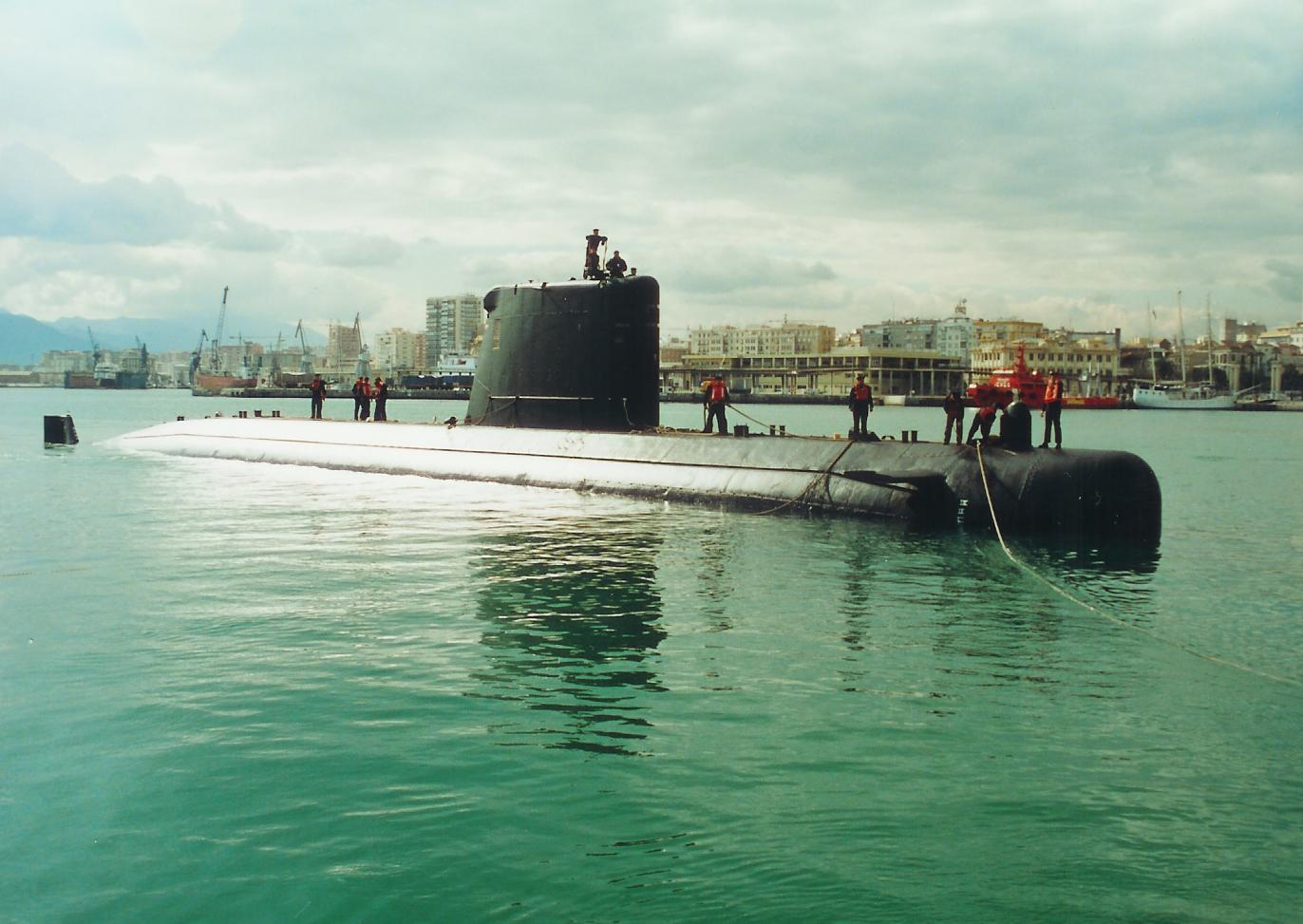
Galerna

- Třída Isaac Peral – diesel-elektrická útočná ponorka
  - Isaac Peral (S-81)

- Třída Galerna – diesel-elektrická útočná ponorka
  - Galerna (S-71)

### Výsadkové lodě

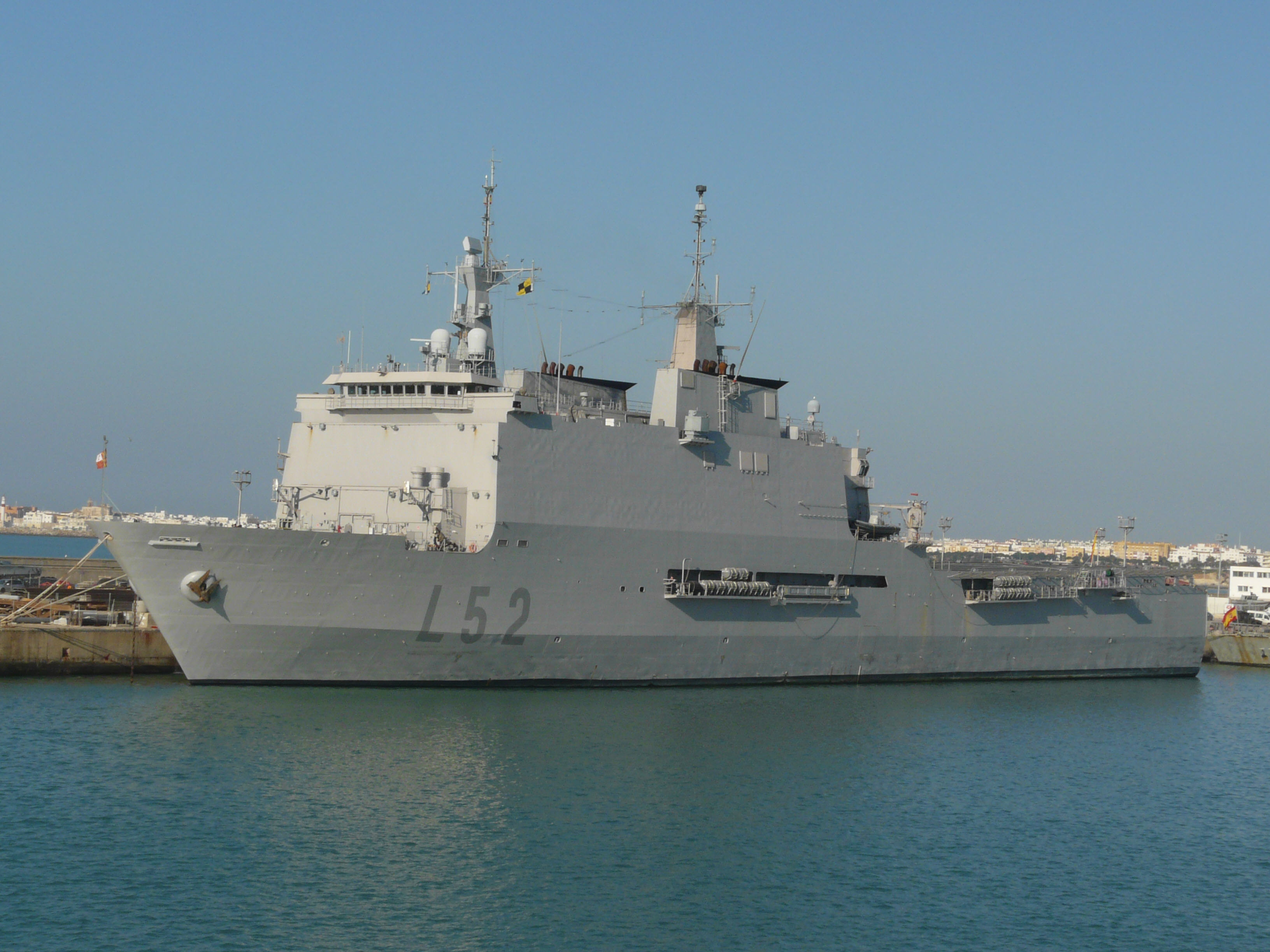
Castilla

- Třída Galicia – stealth Amphibious Transport Dock
  - Galicia (L-51)
  - Castilla (L-52)

- Vyloďovací čluny
  - LCM-1E (12 ks)

### Hlídkové lodě

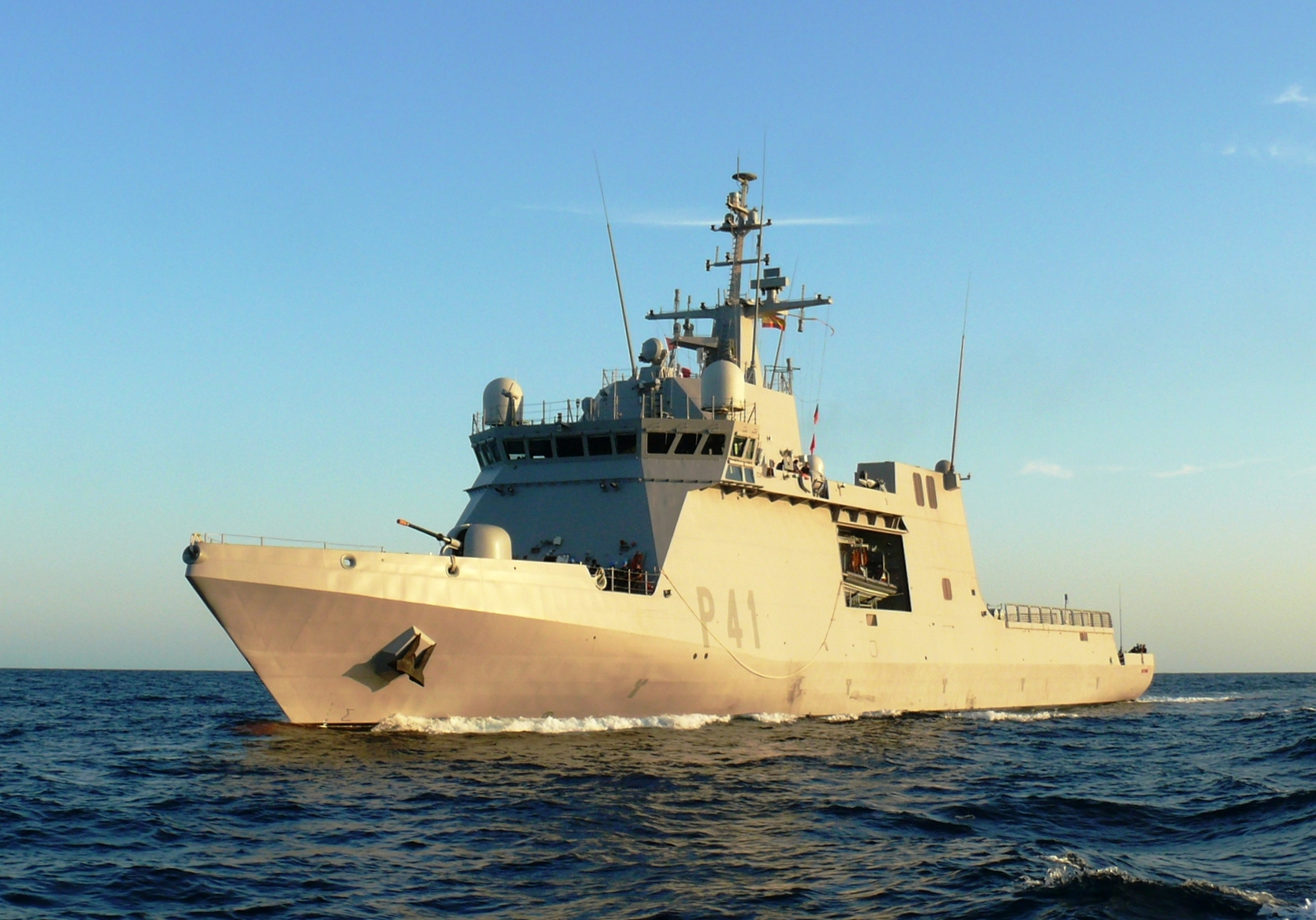
Meteoro

- Třída Meteoro – stealth oceánská hlídková loď
  - Meteoro (P-41)
  - Rayo (P-42)
  - Relámpago (P-43)
  - Tornado (P-44)
  - Audaz (P-45)
  - Furor (P-46)

- Třída Serviola (4 ks)
- Třída Chilreu (3 ks)
- Třída Toralla (2 ks)
- Třída Conejera (2 ks)
- Třída Anaga (3 ks)
- Třída Aresa (2 ks)
- Třída Cabo Fradera (1 ks)
- Isla Pinto (P-84) (typ Rodman 66)

### Minolovky
- Třída Segura (6 ks)

### Pomocné lodě
- Cantabria (A-15) – bojová zásobovací loď
- Patiño (A-14) – bojová zásobovací loď
- Neptuno (A-20) – mateřská loď ponorek, podpůrné plavidlo pro potápění a záchranná loď
- Třída Malaspina – výzkumná loď
  - Malaspina (A-31)
  - Tofiño (A-32)
- Hespérides (A-33) – výzkumný ledoborec
- Cartagena (A-62) (ex Ocean Fortune) – oceánského remorkéru a transportní loď
- Carnota (A-61) (ex Ocean Osprey) – oceánského remorkéru a transportní loď
- El Camino Español (A-07) – transportní loď typu Roll-on/roll-off
- Ysabel (A-06) – transportní loď typu Roll-on/roll-off

### Cvičné lodě
- Intermares (A-41)

## Plánované akvizice
- Ponorky třídy Isaac Peral (3 ks)
- Univerzální Fregaty třídy Bonifaz (5 ks)
- Oceánská hlídková lodě třídy Meteoro (2 ks)
- Bojová zásobovací loď – stavitelem Navantia, náhrada za Patiño, derivát plavidla Cantabria[4]
- Mateřská loď ponorek, podpůrné plavidlo pro potápění a záchranná loď Poseidón (A-21) postavené v programu Buque de Acción Marítima de Intervención Subacuática (BAM-IS) - na základě třídy Meteoro, náhrada plavidla Neptuno (A20). Dokončení je plánováno na rok 2026.
- Pobřežní hydrografická loď (2 ks)